# Pelopides simplex
Pelopides simplex is een keversoort uit de familie Passalidae. De wetenschappelijke naam van de soort is voor het eerst geldig gepubliceerd in 1914 door Frederic Henry Gravely als Gnaphalocnemis simplex.
Hij beschreef de soort aan de hand van een enkel specimen afkomstig uit Perak (Maleisië) en bewaard in het British Museum.